# 市場決策
市場決策是市場管理決策，其中過程包括瞭解目標市場對其產品需求，管理產品、計劃行銷策略及人力分工與組織等決策工作。在多變的市場，決策者使用科學的評價和衡量標準，對大量的調研發現及問題進行綜合分析與研判，以便作出輕重緩急取捨，目的為企業自身實力與市場需求相配合，達至利益最大化的使命。